# Korteweg-de Vries Instituut voor Wiskunde
Het Korteweg-de Vries Instituut voor Wiskunde (KdVI) is het wiskundig instituut verbonden aan de Universiteit van Amsterdam. Het instituut bestaat sinds 1997 en is gevestigd op het Science Park in Amsterdam, tegenover de Faculteit der Natuurwetenschappen, Wiskunde en Informatica. Bekende Nederlandse wiskundigen als Robbert Dijkgraaf, Alexander Schrijver, Gerard Alberts, Jan van de Craats en Miranda Cheng zijn verbonden aan dit instituut. 
Het instituut dankt zijn naam aan de wiskundige Diederik Johannes Korteweg en Gustav de Vries. Korteweg was de eerste wiskundeprofessor aan de Universiteit van Amsterdam. De Vries studeerde bij Korteweg en samen werkten zij aan de Korteweg-de Vries-vergelijking.

## Onderzoeksgebieden
- Algebra en meetkunde, onder leiding van prof. Lenny Taelman[2]
- Representatietheorie en discrete wiskunde, onder leiding van prof. Jasper Stokman en prof. Eric Opdam
- Theoretische natuurkunde, onder leiding van prof. Sergey Shadrin
- Zuivere analyse en dynamische systemen, onder leiding van prof. Han Peters[3]
- Numerieke analyse en toegepaste analyse, onder leiding van prof. Rob Stevenson[3]
- Wiskundige statistiek, onder leiding van prof. Joris Mooij
- Kansrekening, onder leiding van prof. Michel Mandjes
- Geschiedenis van de wiskunde, onder leiding van dr. Gerard Alberts
- Didactiek, onder leiding van dr. André Heck